# UFC on ESPN: Ngannou vs. Velasquez
UFC on ESPN: Ngannou vs. Velasquez (também conhecido como UFC on ESPN 1) foi um evento de MMA produzido pelo Ultimate Fighting Championship no dia 17 de fevereiro de 2019, no Talking Stick Resort Arena, em Phoenix, no Arizona.

## Background
O ex-campeão dos pesados do UFC, Cain Velasquez, e o desafiante do cinturão dos pesados do UFC, Francis Ngannou, foram convocados para fazer o duelo principal da noite.
Como resultado do cancelamento do UFC 233, as lutas entre Cortney Casey e Cynthia Calvillo, James Vick e Paul Felder, Benito Lopez e Manny Bermudez e Aleksandra Albu e Emily Whitmire foram reagendadas para este evento.
O duelo na categoria dos moscas feminino entre a ex-campeã peso galo do Invicta, Lauren Murphy, e Ashlee Evans-Smith era esperado para o evento. Porém, no dia 19 de dezembro, Murphy anunciou que não havia se recuperado totalmente de uma cirurgia e que não conseguiria competir. Para o seu lugar foi chamado Andrea Lee.
Nas pesagens, o ex-campeão dos galos do UFC, Renan Barão, Manny Bermudez e a ex-campeã peso átomo do Invicta Jessica Penne falharam ao bater seus respectivos pesos. Barão pesou 138 libras (62,6 kg) e Bermudez pesou (63,5 kg), ficando 2 libras e 4 libras acima do limite da categoria dos galos de 136 libras (61,7 kg) em lutas que não valem o cinturão, respectivamente. Penne pesou 118 libras (53,5 kg), 2 libras acima do limite da categoria dos palhas feminino de 116 libras (52,6 kg) em lutas que não valem o cinturão. Barão e Penne foram punidos com 20% do valor da bolsa, enquanto Bermudez foi punido com 30% do valor da bolsa, que foram para seus adversários.
Penne saiu do combate após torcer o tornozelo e não ter condições de luta enquanto se aquecia na manhã do evento. A luta foi cancelada.

## Bônus da Noite
Os lutadores receberam US$50.000 de bônus:
- Luta da Noite:  Vicente Luque vs.  Bryan Barberena
- Performance da Noite:  Kron Gracie e  Luke Sanders